# Камбурев мост
Камбуревият мост (на гръцки: Γεφύρι στου Καμπούρη) е стар каменен мост в Егейска Македония, Гърция, в кушнишкото село Самоков (Доматия).
Мостът е високо в северния край на Самоков, 300 m над църквата и пресича западния поток на селото.
Основан е върху високите скали на тесен проход, като плавният достъп до него се постига от високите калканни стени отдясно и отляво на арката, които му придават по-голяма височина и размер. Арката на моста се състои от ред камъни, оградени от втори по-тънък. Вляво от долната страна има квадратно гнездо, в което очевидно е имало вградена плоча, но тя е премахната. Мазилката, с която е била покрита вътрешността, с течение на времето е паднала в по-голямата си част, разкривайки големи празнини между камъните на арката. Има метални парапети и пътната му настилка е асфалтирана, тъй като до днес обслужва движението на пешеходци и превозни средства към северния край на махалата Кирани.
В 1990 година е обявен заедно с останалите пет моста на селото за паметник на културата.